# Stoecharthrum monnati
Espèce
Stoecharthrum monnati  est une espèce d'orthonectides de la famille des Rhopaluridae.

## Distribution
Ce parasite a été découvert dans le mollusque Lucinoma borealis en Bretagne en France.

## Étymologie
Cette espèce est nommée en l'honneur du naturaliste Jean-Yves Monnat qui a découvert l'holotype.

## Publication originale
- Kozloff, 1993 : Three new species of Stoecharthrum (phylum Orthonectida).Cahiers de Biologie Marine, vol. 34, n. 4, p. 523-534.